# Garretson W. Gibson

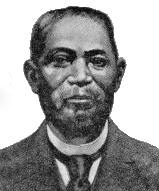
Garretson W. Gibson

Garretson Wilmot Gibson (* 20. Mai 1832 in Maryland; † 26. April 1910) war vom 11. Dezember 1900 bis zum 4. Januar 1904 der 14. Staatspräsident Liberias.
Seine Familie emigrierte 1835 nach Liberia. Dort wurde er in Missionsschulen unterrichtet. Er kehrte dann nach Maryland zurück, um Theologie zu studieren. Zum Priester ernannt, arbeitete er danach als Rektor der Episkopalischen Dreiheiligkeits-Kirche in Monrovia. Er war von 1892 bis 1896 Präsident des Liberia Colleges.
Mit der Wahl von William D. Coleman zum Präsidenten im Jahre 1896 wurde Gibson zum Innenminister ernannt. Zu Colemans Rücktritt 1900 war er Staatssekretär, und da es keinen Vizepräsidenten gab, wurde Gibson zu seinem Nachfolger auserwählt. Er gewann die Wahlen im selben Jahr und war bis 1904 im Amt, bevor dann sein Sekretär für Finanzen, Arthur Barclay, ihn ablöste.